# Attentat de Damaturu du 4 novembre 2011
L'attentat de Damaturu du 4 novembre 2011 a lieu lors de l'insurrection djihadiste au Nigeria.

## Déroulement
Selon les témoins, les attaques commencent à environ 17 heures 30 (heure locale) et durent pendant à peu près une heure et demie. Des hommes armés attaquent six ou neuf églises, ainsi que le siège de la police de l'État de Yobe et deux ou trois postes de police,,.
Au quartier général de la police, un kamikaze lance sa voiture remplie d'explosifs contre le bâtiment.
Le lendemain, un membre de Boko Haram nommé Abul Qaqa revendique les attaques par téléphone à l'AFP : « Nous sommes responsables des attaques dans Borno. Nous allons continuer à attaquer des cibles du gouvernement fédéral tant que les forces de sécurité continueront à persécuter nos membres et civils vulnérables ».
Le 6 novembre, le bilan des attaques est d'au moins 150 morts et environ 100 blessés. Trois assaillants ont également été tués selon l'armée. Cette attaque est considérée à ce moment-là comme la plus sanglante de Boko Haram.

## Réactions
Le président Goodluck Jonathan a été « fortement perturbé » par l'attaque et a déclaré que son gouvernement travaillait dur pour apporter « la paix et la stabilité dans le pays », selon son porte-parole.